# Hydroscapha perijaensis
Hydroscapha perijaensis is een keversoort uit de familie Hydroscaphidae. De wetenschappelijke naam van de soort werd voor het eerst geldig gepubliceerd in 2010 door Hall en Short.